# Trio Esperança
Trio Esperança est un groupe vocal brésilien, originaire de Rio de Janeiro, formé par les sœurs Correa (Regina, Eva et Mariza).

## Histoire
Issu d'une famille de sept frères et sœurs, tous chanteurs et célèbres, le groupe débute à Rio de Janeiro, dans les années 1960, formé à l'époque par Regina, Mario et Eva, où il connaît un énorme succès en étant un maillon important de la Jovem Guarda. Dans les années 1970, Eva quitte le Trio pour faire une carrière solo, qui connaîtra également un succès fulgurant. Elle sera célèbre sous le nom d'Evinha. La dernière petite sœur, Mariza, la remplace au sein du Trio. 
Dans les années 1980, Eva rencontre Gérard Gambus, directeur musical de l'orchestre de Paul Mauriat, et vient habiter en France. Elle sonne le rappel et ses sœurs la rejoignent à Paris. C'est dans cette ville que tout redémarre. Elles signent d'abord chez Philips, quatre albums en sortiront, tous disques d'or (A capela do Brasil, Segundo, Nosso mundo, Preferidas).
Dans les années 2000, c'est le retour au Brésil pour des tournées en compagnie de la famille entière, les sept frères et sœurs ensemble sur une scène. Un DVD du spectacle est sorti en 2008. La France, leur deuxième patrie, leur manque ; elles y reviennent en 2009, signent un nouveau contrat chez Dreyfus/Sony et sortent un nouvel album De Bach à Jobim et entament une tournée à travers la France.
Fin 2012, près de 20 ans après leur album A capela do Brasil, le Trio Esperança décide de rendre hommage à la France, en interprétant, à leur façon, des titres d'artistes emblématiques de la chanson française, sur un nouvel album, Doce França.

## Discographie

### Singles
- 1961 : Menino do amendoim/Rock do espirro (Odeon)
- 1962 : Filme triste/Broto no cha cha cha (Odeon)
- 1963 : Aconteça o que acontecer/O passo do elefantinho (Odeon)
- 1963 : Olhando para o céu/Ensinando a bossa nova (Odeon)
- 1963 : Dominique/Tua/O sapo/Bolinha de sabão (Odeon)
- 1964 : Dominique/Obrigado (Odeon)
- 1964 : A lagartixa/Contando estrelas (Odeon)
- 1964 : Meu bem lolipop/Anjinho (Odeon)
- 1965 : Não me abandone/A festa do Bolinha (Odeon)
- 1968 : Você só pensa em você/Queria confessar (Odeon)
- 1968 : Sayonara, Sayonara/Pequenina (Odeon)